# Yekaterina Shíjova
Yekaterina Vladímirovna Shíjova –en ruso, Екатерина Владимировна Шихова– (Kírov, URSS, 25 de enero de 1985) es una deportista rusa que compitió en patinaje de velocidad sobre hielo.
Participó en dos Juegos Olímpicos de Invierno, obteniendo una medalla de bronce en Sochi 2014, en la prueba de persecución por equipos (junto con Olga Graf, Yekaterina Lobysheva y Yuliya Skokova), y el séptimo lugar en Vancouver 2010, en la misma prueba.
Ganó una medalla de bronce en el Campeonato Mundial de Patinaje de Velocidad sobre Hielo de 2013 y una medalla de bronce en el Campeonato Mundial de Patinaje de Velocidad sobre Hielo en Distancia Individual de 2017. Además, obtuvo cinco medallas en el Campeonato Europeo de Patinaje de Velocidad sobre Hielo en Distancia Individual, en los años 2018 y 2020.

## Palmarés internacional
| Juegos Olímpicos                           | Juegos Olímpicos          | Juegos Olímpicos  | Juegos Olímpicos        |
| Año                                        | Lugar                     | Medalla           | Prueba                  |
| ------------------------------------------ | ------------------------- | ----------------- | ----------------------- |
| 2014                                       | Sochi (Rusia)             | Medalla de bronce | Persecución por equipos |
| Campeonato Mundial                         |                           |                   |                         |
| Año                                        | Lugar                     | Medalla           | Prueba                  |
| 2013                                       | Hamar (Noruega)           | Medalla de bronce | Clasificación general   |
| Campeonato Mundial en Distancia Individual |                           |                   |                         |
| Año                                        | Lugar                     | Medalla           | Prueba                  |
| 2017                                       | Gangneung (Corea del Sur) | Medalla de bronce | Persecución por equipos |
| Campeonato Europeo en Distancia Individual |                           |                   |                         |
| Año                                        | Lugar                     | Medalla           | Prueba                  |
| 2018                                       | Kolomna (Rusia)           | Medalla de oro    | 1000 m                  |
| 2018                                       | Kolomna (Rusia)           | Medalla de plata  | 1500 m                  |
| 2018                                       | Kolomna (Rusia)           | Medalla de plata  | Persecución por equipos |
| 2020                                       | Heerenveen (Países Bajos) | Medalla de bronce | 500 m                   |
| 2020                                       | Heerenveen (Países Bajos) | Medalla de bronce | 1000 m                  |